# Azárrulla
Azárrulla es una aldea de La Rioja (España), en las proximidades de Ezcaray. El término Azárrulla proviene del vasco, pues parte final de la palabra tiene el sentido de ferrería. Esto concuerda con la existencia de una ferrería de gran tradición en el siglo XIX, que luego se ha usado como central eléctrica.

## Demografía
Azárrulla contaba a 1 de enero de 2019 con una población de 22 habitantes, 15 hombres y 7 mujeres.
| Gráfica de evolución demográfica de Azárrulla entre 2000 y 2019                                  |
|                                                                                                  |
| Población de derecho (2000-2019) según los censos de población del INE a 1 de enero de cada año. |

## Monumentos

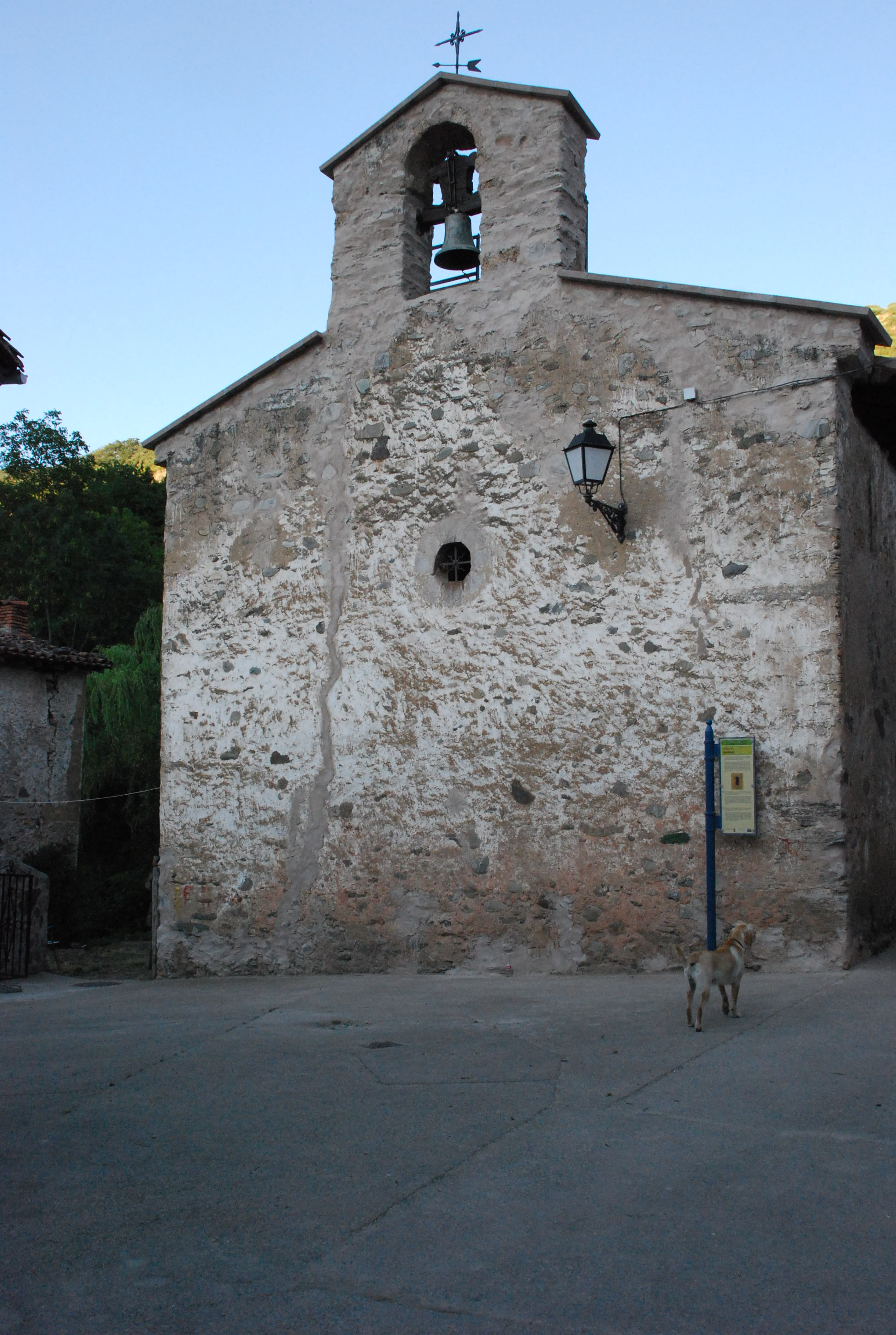
Iglesia de Azárrulla.

En el centro de la aldea se encuentra la Iglesia de Las Candelas, donde cada 2 de febrero se celebra misa en honor de la Virgen de la Candelaria. En la iglesia destaca una imagen románica de la Virgen de comienzos del siglo XIII.